# Ombro
O ombro  é a articulação complexa entre o braço ou membro , ou seja, a estrutura do tórax dos vertebrados constituída pela clavícula e pela escápula.
No entanto, o ombro é formado por quatro articulações separadas e por um complexo de músculos; as articulações são:
- a articulação glenoumeral, que consiste no encaixe da “cabeça” do úmero na cavidade glenóide da omoplata;
- a articulação acromioclavicular, que liga a clavícula à apófise;
- as ligações da escápula com os músculos da coluna torácica e cervical;

Os músculos que fazem mover o braço são:
- o peitoral maior, adutor do braço;
- o  trapézio, que eleva a escápula;
- o deltoide, realiza elevação e abdução do braço;
- o grande dorsal, auxilia na inferiorização do braço e rotação interna;

Na ligação entre o ombro e o pescoço, existe um espaço triangular entre os músculos peitoral e o deltoide, com base na clavícula – a “saboneteira” – por onde passa a veia cefálica para se juntar com a veia axilar.
O deltóide, cobrindo a cabeça do úmero, em conjunto com um conjunto de músculos menores, é que formam a proeminência do ombro e impedem que esta articulação se desloque (luxação).
O peitoral forma a parte anterior da axila, enquanto que a posterior é formada pelos músculos grande dorsal e “redondo maior”. Os vasos sanguíneos axilares e o plexo braquial de nervos atravessa esta região.

## Imagens adicionais

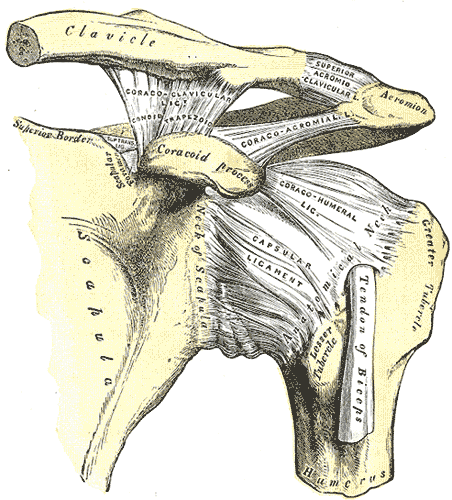
O ombro esquerdo, as articulações acromioclaviculares e os ligamentos da escápula.